# Huntlosen

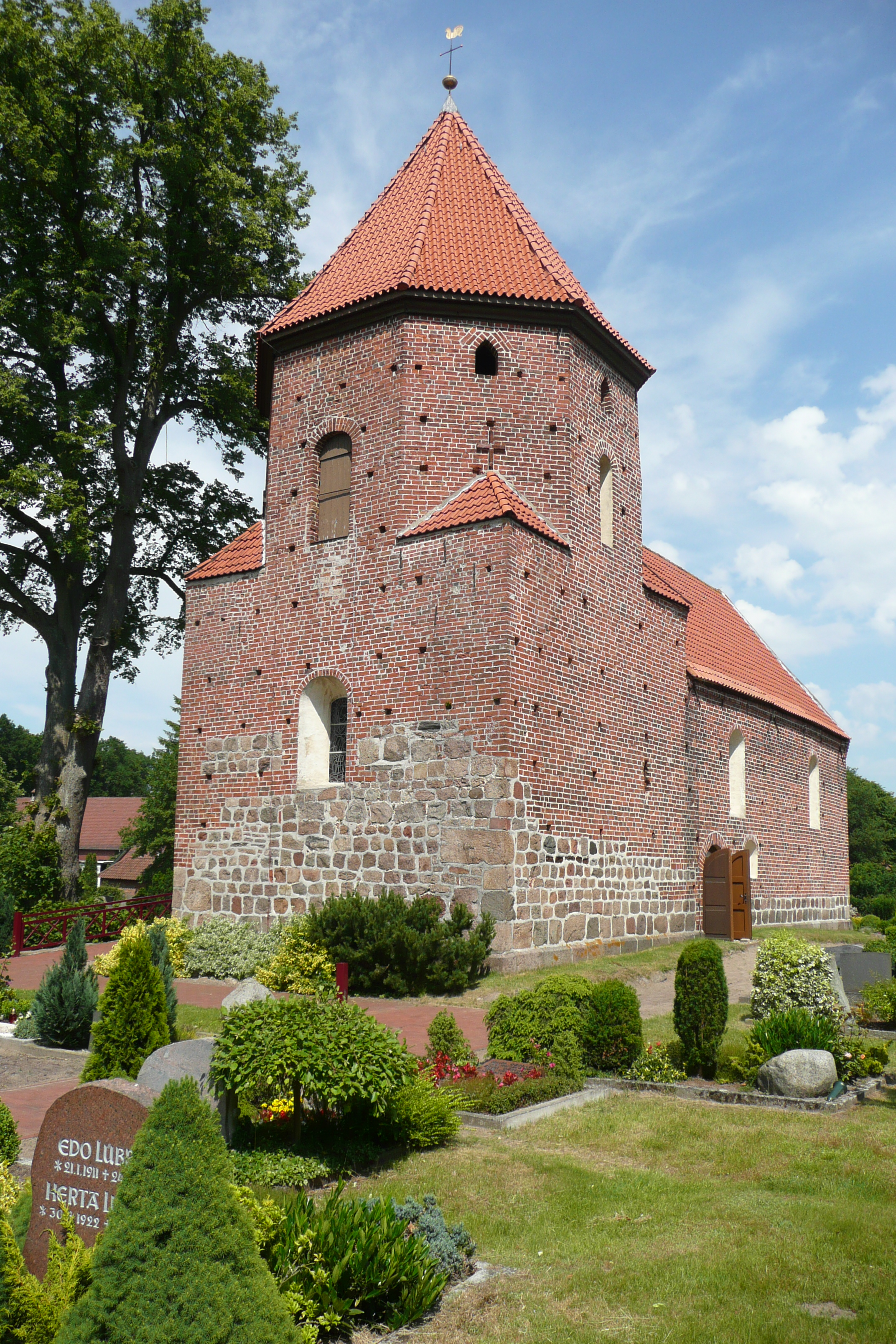
Evangelische Kirche St. Briccius in Huntlosen

Huntlosen ist ein Ortsteil der Gemeinde Großenkneten in Niedersachsen mit 1958 Einwohnern (Stand 31. Dezember 2020).

## Name
Der Ortsname leitet sich von dem Fluss Hunte ab, „Los“ bedeutet „Waldstück“. Die Hunte passiert den nordöstlichen Rand des Dorfes. Jenseits der Hunte liegen die Osenberge.

## Geschichte

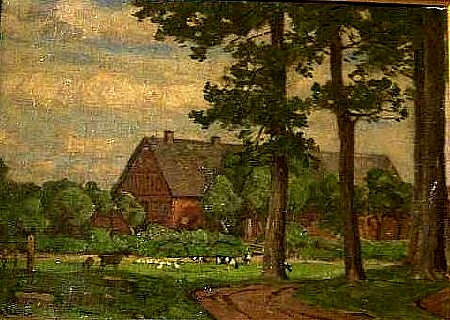
Gut Huntlosen 1914 – Gemälde von Hugo Zieger

Erste urkundliche Erwähnung findet der Ort als Huntloun im Lerigau 827, während die dem Heiligen Briccius geweihte, heute evangelische Kirche zuerst um 1100 genannt wird. Die Sankt-Briccius-Kirche soll allerdings bereits zwischen 855 und 872 erbaut worden sein. Das Kloster Corvey im ostwestfälischen Höxter gab sie nebst dem Meierhof (curia) zur Hälfte dem Grafen Otto von Zutphen zu Lehen, an dessen Stelle später die Tecklenburger Grafen rückten. Aus dem alten Corveyer Hof ging das Gut Huntlosen hervor, mit dem die Tecklenburger wiederum ihre Ritter belehnten, u. a. die Ministerialenfamilie Bernefuer, nach der das Barneführer Holz bei Huntlosen seinen Namen trägt. Später wechselte der Besitz des Gutes mehrfach.
1600 erwarb es mitsamt dem dazugehörigen Ziegelhof der Drost Heinrich Schade aus Wildeshausen, der seinem Verwandten, dem im Dreißigjährigen Krieg von Kaiserlichen aus Wildeshausen vertriebenen schwedischen Feldmarschall Dodo zu Innhausen und Knyphausen zu Weihnachten 1635 in Huntlosen ein Asyl bieten konnte. 1650 kaufte der neue Landesherr von Wildeshausen, Graf Gustav Gustavson von Wasaburg, ein Sohn des schwedischen Königs Gustav Adolf und der Niederländerin Margaretha Cabeliau, das Gut Huntlosen für 27.000 Speciesthaler und ließ unweit der evangelischen Kirche ein Schloss mit vier Ecktürmen errichten. Die Witwe von Graf Gustav Gustavson hatte noch nach dem Tod ihres Mannes erhebliche Schulden durch den Schlossbau. 1675 eroberte der münstersche Fürstbischof Christoph Bernhard von Galen Wildeshausen und zerstörte das Schloss Huntlosen.
Die Familie Schade gelangte wegen rückständiger Kaufgelder wieder in den Besitz des Gutes Huntlosen, doch konnte die Familie Wasaburg einen Bruchteil behalten. Die verarmte Urenkelin des schwedischen Königs Gustav Adolf, Henriette Polixena Gräfin von Wasaburg, wurde 1777 in der Kirche zu Huntlosen beigesetzt. Zu dem Zeitpunkt war Besitzer des Gutes Huntlosen bereits Georg Freiherr von Münster auf Haus Landegge im Emsland. 1782 erwarb die Familie Rüdebusch das Gut.

## Infrastruktur

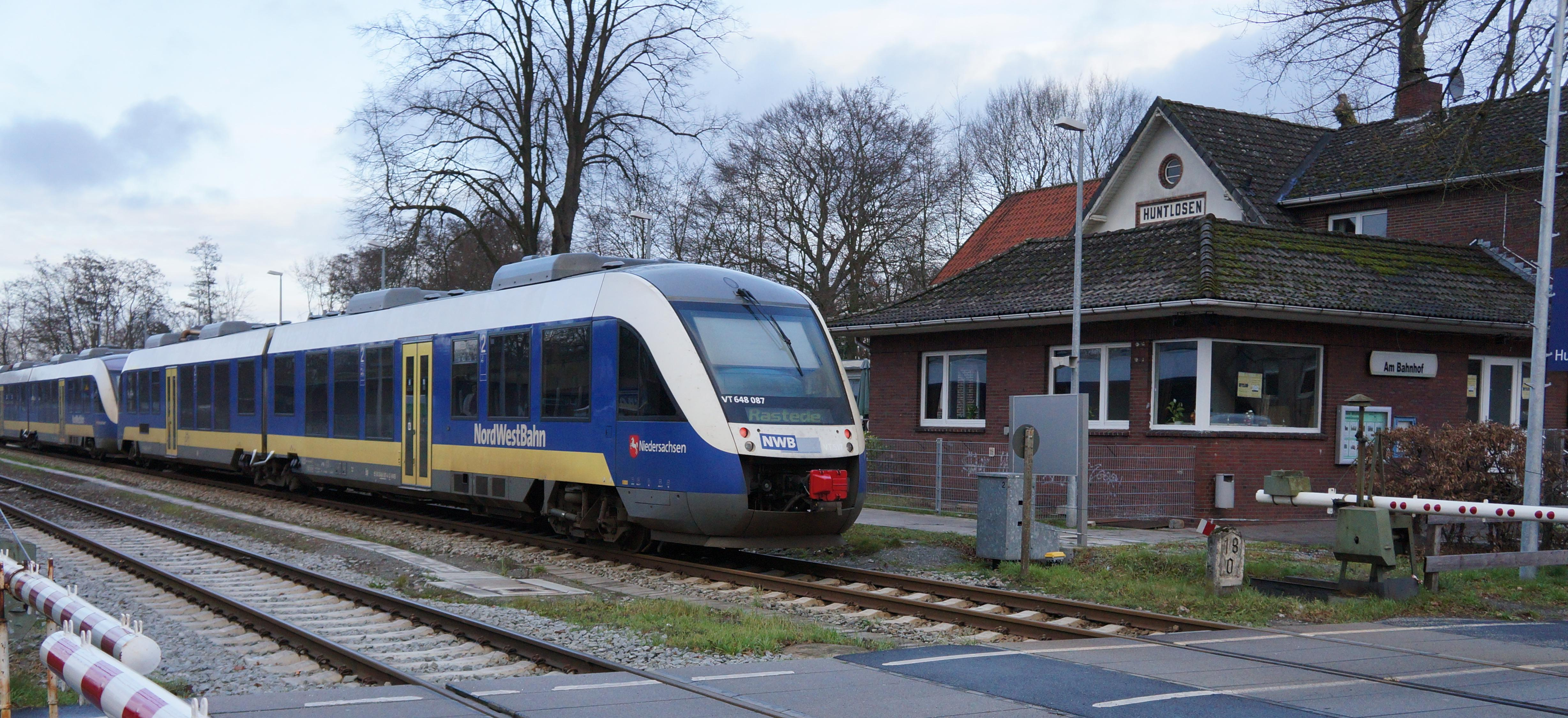
Zug der NordWestBahn im Bahnhof Huntlosen

Huntlosen hat einen Bahnhof an der Bahnstrecke Oldenburg–Osnabrück, der von der NordWestBahn mit dem RE 18 (Wilhelmshaven – Osnabrück) bedient wird und dem Personenverkehr dient. Huntlosen liegt abseits größerer Straßen; die Anbindung an die Nachbarorte erfolgt ausschließlich über Kreisstraßen. Die nächste Autobahnanschlussstelle befindet sich in der Nachbargemeinde Wardenburg an der A29.
Huntlosen besitzt eine zweizügige Grundschule. Seit 2010 existiert am Ort die Freie Humanistische Schule, die nach pädagogischen Konzepten von Maria Montessori, Rebeca Wild und Mauricio Wild unterrichtet.

## Umgebung
Die Umgebung von Huntlosen ist agrarisch geprägt. Im Westen des Dorfes gibt es die Region Hosüne, was so viel wie „hohe Sicht“ bedeuten soll. Sie ist von zwei Waldgebieten umgeben: dem von August Hegeler in den Jahren 1878/79 angepflanzten Hegeler Wald und der „Döhler Wehe“. Huntlosen und seine Umgebung liegen im Naturpark Wildeshauser Geest.

### Naturschutzgebiete
- Das 251 ha große Barneführer Holz und Schreensmoor steht seit 2003 unter Naturschutz
- Das 150 ha große Huntloser Moor steht seit 1942 unter Naturschutz
- Die rund 70 ha große Döhler Wehe steht seit 2017 unter Naturschutz

## Bekannte Huntloser
- Georg Barkhausen (1798–1862), Mediziner
- August Hinrichs (1879–1956), Schriftsteller